# Банджул
 Тази статия е за града в Гамбия.  За областта вижте Банджул (област).  
Банджул (на английски: Banjul) е столица и четвъртият по големина град в Гамбия. Населението на града е 31 301 жители, а на цялата столична област е 413 397 жители (2016). Градът се намира на остров Сент Мери (или Банджулски остров), на мястото където река Гамбия се влива в Атлантическия океан. Банджул е разположена на 13°28' северно и 16°36' западно.

## История
През 1651 г. Банжул е взет под наем от германско-балтийски херцог на Курландия в Латвия Якоб Кетлер от краля на Комбо, като част от Курунската колонизация.
През 1816 британските колонизатори основават Банджул като място за търговия и база за борба срещу търговията с роби. Първоначално градът е именуван Батърст, на името на Хенри Батърст, секретар на британската колониална канцелария, но през 1973 година е преименуван в Банджул, в чест на местния политически водач Нванко Банжул.
На 22 юли, 1994 Банджул е мястото, където се извършва държавен преврат. В чест на тези събития, на входа към града е издигната арка, наречена Арка 22. Висока е 35 метра и вътре в нея се помещава Музеят на текстила.
Други забележителност в града са Гамбийският национален музей, пазарът „Албърт“, сградата на Президентството, сградата на съда, три катедрали и няколко по-големи джамии. Има и синагога, тъй като тук се намира една от най-големите еврейски общности в Африка – около 30 000 жители.

## Икономика
Банджул е най-населената област на Гамбия и е неин администратвен и икономически център. Като третата най-гъсто населена страна в Африка, Гамбия има повече от една градски области. Преработката на фъстъци е главният промишлен отрасъл в страната. Пчелният восък, палмовата дървесина, палмовото масло, слоновите кости, вуду украшенията, естествените бои все още са сред стоките, изнасяни в чужбина.

## Транспорт
Фериботи свързват Банджул и Бара. Международното летище на Банджул се намира в непосредствена близост до столицата. Има полети до Обединеното кралство, Бразилия, Франция, Германия и Западна Самоа.

## Климат
Климата в Банджул е горещ цялогодишно. Града се характеризира с тропически влажен и сух климат. Градът има дълъг сух сезон, обхващащ от ноември до май и сравнително кратък влажен сезон.
Според министър от правителството на Гамбия Банджул е изложен на риск от потапяне под вода с метър повишаване на морското равнище в резултат на изменението на климата и глобалното затопляне. 

## Места за поклонение
Местата за поклонение са предимно мюсюлмански джамии. Има и християнски църкви и храмове: Римокатолическа епархия на Банжул (Католическа църква), Църква на провинция Западна Африка (Англиканско причастие), Асамблеи на Бога.

## Други
- В Банджул умира английският изследовател Томас Едуард Боудич (1791 – 1824).